# 竹森満佐一
竹森 満佐一（たけもり まさいち、1907年10月18日 - 1990年11月9日）は日本の牧師で、新正統主義の聖書学者である。

## 経歴
1907年大連に生まれる。1936年日本神学校を卒業した後、白金教会、吉祥寺教会の牧師になる。
1950年ユニオン神学校大学院で学ぶ、1951年東京神学大学の教授に就任する。1968年にウェスタン神学大学、1969年ハイデルベルク大学の客員教授になる。
1975年より1979年まで東京神学大学の学長を務め、1979年からは名誉教授になる。また、名誉神学博士号を授与される。1990年、大腸癌のため死去。

## 弟子
- 山内眞